# Microdrive
Microdrive — торговая марка миниатюрных жёстких дисков, созданная IBM и впоследствии проданная Hitachi. Винчестеры этой марки были выполнены в формфакторе CompactFlash тип II (размеры 43×36×5 мм).
Microdrive не следует путать с жёсткими дисками формфактора 1,8" (размеры 70×60×9 мм, выпускались компанией Hitachi под маркой Travelstar), как и с другими подобными дисками с интерфейсом IDE (44 pin). Последние, будучи установленными в ноутбуках, из-за своих краев, скрытых обвеской, иногда дают повод принять их за Microdrive. Тем не менее это другой формфактор и их действительные размеры различаются в два раза. Впоследствии ряд производителей выпускал изделия, полностью аналогичные Microdrive, под своими торговыми марками, однако в быту прижилось общее для всех носителей этого типа наименование микродрайв.
Стоимость мегабайта на носителях Microdrive на момент выхода на рынок была меньше, чем у CompactFlash. Однако надёжность хранения информации, быстродействие и энергопотребление уступали флеш-памяти. В связи с быстрым падением цен на флеш-накопители в 2006—2007 годов практически вытеснен с рынка.
В настоящее время получил распространение интерфейс CompactFlash type II для подключения различных устройств к шине PCMCIA, таких как модемы, сетевые карты и т. д.

## Характеристики
Старший в линейке Microdrive Hitachi 3K8 (8 ГБ) имел следующие технические характеристики:
- Скорость вращения шпинделя: 3600 оборотов в минуту.
- Скорость передачи данных: чтение 10 Мб/с и запись 5 Мб/с.
- Размеры: 43×36×5 мм.
- Масса: 13 г.

## История
- 1999 год — IBM выпускает Microdrive ёмкостью 170 и 340 Мб.
- 2000 год — IBM выпускает Microdrive ёмкостью 500 Мб и 1 Гб.
- 2003 год — Hitachi выпускает Microdrive ёмкостью 2 Гб.
- 2004 год — Seagate выпускает ST1 — аналог Microdrive ёмкостью 2,5 и 5 Гб.
- 2005 год — Seagate выпускает ST1 — аналог Microdrive ёмкостью 8 Гб.
- 2006 год — Seagate выпускает ST1 — аналог Microdrive ёмкостью 12 Гб.